# 天主教博孔古-伊凱拉教區
天主教博孔古-伊凱拉教區（拉丁語：Dioecesis Bokunguensis-Ikelaënsis）是剛果民主共和國一個羅馬天主教教區，屬姆班達卡-比科羅總教區。
教區成立於1962年9月11日，位於赤道省東南部，2012年有教友211,958人，佔轄區總人口30.6%。教區下轄十五個堂區，有三十一名司鐸。現任教區主教為圖桑特·伊呂屈·博蘭比。